# Małołącki Ogród

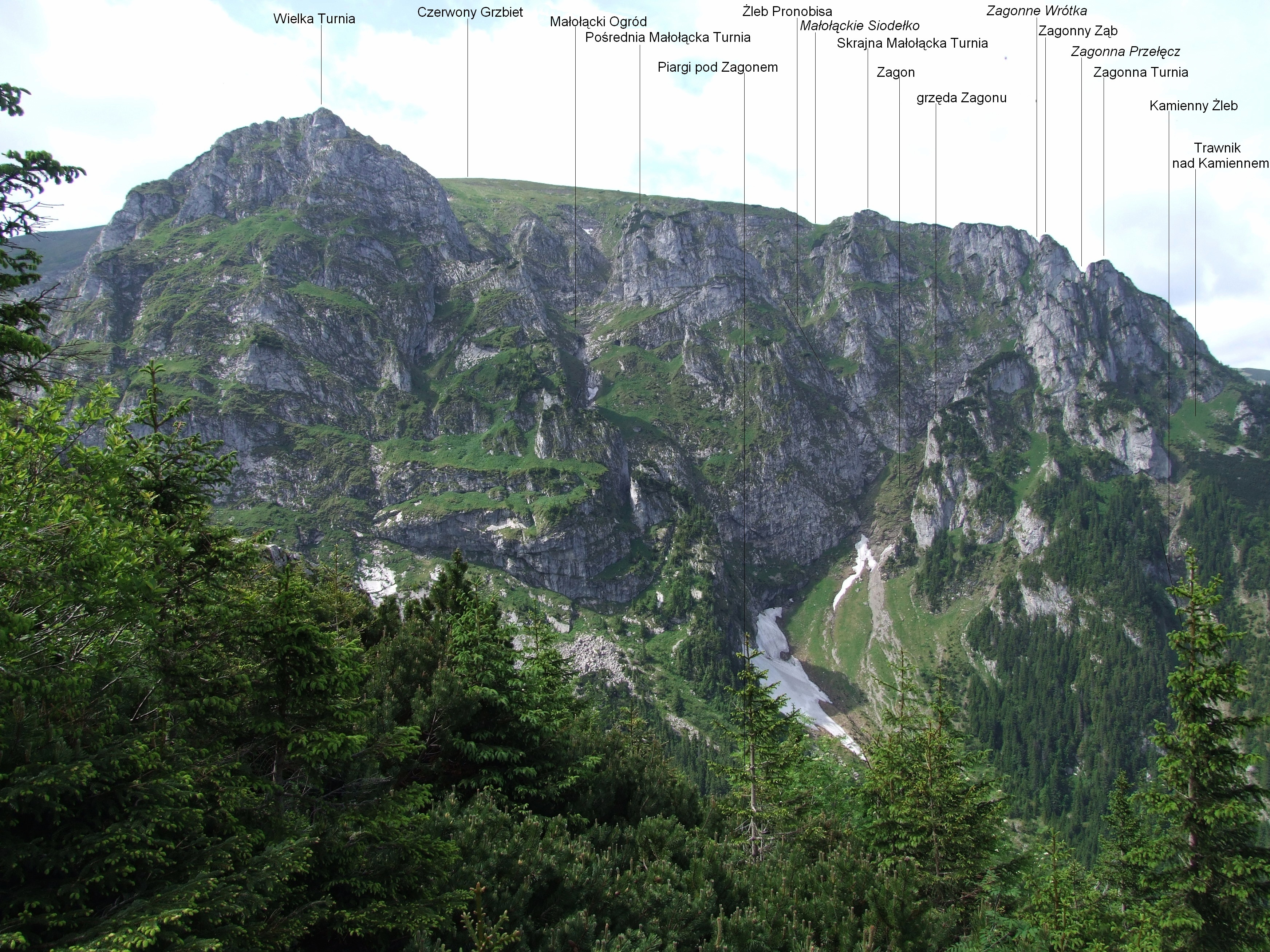
Widok ze stoków Małego Giewontu

Małołącki Ogród – trawiasty stok w środkowej części wielkiej północnej depresji pomiędzy Wielką Turnią a Pośrednią Małołącką Turnią w Dolinie Małej Łąki w polskich Tatrach Zachodnich. Z taternickiego punktu widzenia jest umiarkowanie stromy. Znajdują się w nim także niewielkie skaliste ścianki i upłazy. W ściany Pośredniej Małołąckiej Turni przechodzi płynnie, nie oddzielają go od niej żadne formacje skalne. natomiast od północnego, urwistego filara Wielkiej Turni oddziela go niemal na całej długości Komin Flacha. Małołącki Ogród jest najbardziej łagodnym odcinkiem tej depresji. Od dołu podcięty jest pionową ścianą opadającą do Komina Flacha. Znajduje się w niej skośny zachód dzielący ją na dwa piętra. Górna część depresji powyżej Małołąckiego Ogrodu znów jest stroma. Z Pośredniego Małołąckiego Siodła do prawej górnej części (patrząc od dołu) Małołąckiego Ogrodu opada tutaj mały żlebek, w swojej dolnej części podcięty bardzo stromym progiem o wysokości ok. 10 m. Próg ten można jednak ominąć. Zejście tym żlebkiem, czy też sąsiednim Skrytym Żlebem z Czerwonego Grzbietu do Małołąckiego Ogrodu jest łatwe, chodzono tędy na pewno jeszcze w czasach pasterskich.
Małołącki Ogród ma szerokość ok. 100 m i różnicę wysokości również ok. 100 m. W okresie najbardziej intensywnego pasterstwa był wypasany. Władysław Szafer podaje, że w masywie Wielkiej Turni wypasano kozy (a więc zapewne i w Małołąckim Ogrodzie, wówczas jeszcze nieznana była nazwa Skrajna i Pośrednia Turnia Małołącka, te nazwy utworzone zostały później przez taterników). Obecnie masyw Wielkiej Turni (i sąsiadujące z nią inne turnie) to jedno z zaledwie pięciu miejsc w polskich Tatrach, w których kozice mogą spędzić zimę i jeden z powodów, dla których TANAP zakazał taternikom wspinaczki w tym rejonie.
Powyżej trawników Małołąckiego Ogrodu znajduje się duża sala wejściowa Jaskini Strzelistej, a w pobliżu, m.in.: Awen z Korkiem Śnieżnym, Łamana Dziura, Jaskinia Ciasna w Groniu i Kominek obok Ciasnej w Groniu.